# Pecorino del Monte Poro
Il pecorino del Monte Poro è un formaggio tipico della provincia di Vibo Valentia ottenuto con latte di pecora.
Ha ottenuto il riconoscimento della denominazione di origine protetta (D.O.P.) ai sensi del regolamento CEE N°. 2081/92 del Consiglio.

## Storia
È noto che la fertilità del suolo e il clima particolarmente mite del Monte Poro hanno favorito sin dai tempi più antichi l’insediamento umano e la pastorizia. In contrada Torre Galli sono presenti siti dell'età del Ferro e una interessante necropoli greca. Non si conosce con esattezza il periodo della nascita di questo formaggio. Già nel XVI secolo numerose fonti bibliografiche citano il pecorino. Nel 1571 nel trattato di Gabriele Barrio "De Antichitate et situ Calabria" e nel “Saggio per l’economia campestre per la Calabria Ultra” (1770) dell’economista e filosofo reggino, il pecorino è citato come riferimento al territorio di origine e ne è documentata l'arte di trasformare il latte per un formaggio dai dettagli interessanti. Ancora oggi, con il latte di pecore di razza comisana, sarda e in alcuni casi di “malvizza” o “marvizza” (una razza ovina autoctona poco produttiva e di difficile gestione, ma che dà un latte di eccellente qualità), allevate allo stato brado per buona parte dell’anno, si producono da novembre a maggio eccellenti pecorini.

## Tipologie
Il Pecorino del monte Poro è un formaggio a pasta semidura, nella versione stagionata presenta una crosta dura, rugosa, di colore variabile e a seconda della tipologia varia dal giallo oro al nocciola più o meno scuro, tendente al rossiccio, laddove unto con peperoncino e olio extra vergine di oliva per trattare la crosta esterna. La struttura compatta con eventuale leggera occhiatura irregolarmente distribuita. Al taglio il colore si presenta variabile dal bianco per la tipologia fresco al paglierino più o meno intenso nella tipologia semi-stagionato e stagionato. La consistenza della pasta è morbida al taglio nella tipologia “fresco” e via via più consistente nella tipologia “stagionato”. 
Ne esistono tre tipologie, come da disciplinare DOP:
- Il Pecorino del monte Poro Fresco, la cui stagionatura è inferiore ai sessanta giorni, presenta una consistenza morbida con un sapore particolare e caratteristico. Leggermente sapido, si presta ad essere servito come antipasto, accompagnamento a piatti a base di verdure, grigliato;

- Il Pecorino del monte Poro Semi-stagionato, la cui stagionatura è compresa tra i due e i sei mesi. Questo formaggio ha una intensità aromatica alta, la pasta semidura, più consistente “pastoso” e piacevolmente nocciolato.

- Il Pecorino del monte Poro Stagionato, la cui stagionatura è compresa tra i sei e i ventiquattro mesi. Ha un sapore fragrante, con aromi di fiori selvatici, di macchia mediterranea e di fieno, “pastoso” e piacevolmente nocciolato.

## Processo di produzione
Il latte di pecora è intero e crudo.
La lavorazione del “Pecorino del Monte Poro” prevede l’impiego di latte ovino, crudo e intero – ottenuto da due mungiture (mattina e sera precedente). Il latte deve essere prodotto da capi allevati con sistema semi-brado nel territorio del monte Poro, che solo nel corso della notte vengono fatti stabulare negli ovili. 
Il latte destinato alla trasformazione in “Pecorino del Monte Poro” non deve essere sottoposto ad alcun intervento di termizzazione, ma solo riscaldato fino a raggiungere la temperatura di 32-38 °C e conservato all’interno di serbatoi di acciaio inox o rame. Al latte riscaldato è addizionato caglio di capretto e/o di agnello. A questo punto, il latte è lasciato coagulare per un periodo oscillante tra i trenta ed i novanta minuti. 
Quando il coagulo ha raggiunto la consistenza solida si passa alla rottura della cagliata. Con tale operazione, che ha lo scopo di accelerare la separazione del siero dalla cagliata, i grumi caseosi sono ridotti manualmente alla dimensione di un chicco di riso attraverso l’impiego del rodu (o roju), della lira frangicagliata o dello spino. 
Il composto così ottenuto viene raccolto manualmente, posizionato in piccole forme cilindriche dette “fuscelle” delle dimensioni variabili, pressato manualmente oppure con il metodo della stufatura in contenitori o ambienti idonei e girato tre o quattro volte fino al completo spurgo del siero, lasciato riposare su tavole di legno o di altro materiale idoneo all’uso alimentare fino al completo spurgo del siero presente.

## Zona di produzione
Il pecorino del Monte Poro è prodotto nel territorio dei seguenti comuni della provincia di Vibo Valentia, tutti appartenenti al comprensorio del Monte Poro: Joppolo, Spilinga, Zungri, Rombiolo, Nicotera, Limbadi, Zaccanopoli, Drapia, Filandari, Briatico, Ricadi, Maierato, Mileto, San Calogero, Parghelia, Pizzo Calabro, Stefanaconi, Sorianello, Filogaso, Tropea, San Costantino Calabro, San Gregorio d'Ippona, Sant’Onofrio, Vibo Valentia, Zambrone, Cessaniti, Ionadi e Francica.

## Caratteristiche principali
Viene prodotto con latte crudo di pecora, proveniente da pecore allevate esclusivamente nella zona di produzione.
La sua stagionatura dura da venti giorni fino ad un massimo di ventiquattro mesi. Per le forme che subiscono brevi stagionature (meno di due mesi), è possibile trattare la superficie con olio di oliva; nel caso di stagionature superiori ai sei mesi, il formaggio può essere trattato in superficie con olio d’oliva, oppure con una soluzione di olio d’oliva e peperoncino frantumato. Il sapore del Pecorino del Monte Poro è fragrante e con aromi della macchia mediterranea, dalla consistenza pastosa, caratteristiche organolettiche che diventano sempre più intense con l’aumentare del periodo di stagionatura, accompagnandosi ad una decisa sapidità.